# Acomis acoma
Acomis acoma là một loài thực vật có hoa trong họ Cúc. Loài này được (F.Muell.) Druce mô tả khoa học đầu tiên năm 1917.